# Cheilanthes coriacea
Cheilanthes coriacea är en kantbräkenväxtart som beskrevs av Joseph Decaisne. Cheilanthes coriacea ingår i släktet Cheilanthes och familjen Pteridaceae. Inga underarter finns listade.